# Erfan Zeneli
Erfan Zeneli (ur. 28 grudnia 1986 w Vučitrnie) – fiński piłkarz pochodzenia kosowskiego, były członek fińskiej reprezentacji U-21 oraz reprezentacji Finlandii.

## Życie prywatne
Ma starszego brata Ridvana, który również jest piłkarzem.